# The Breaking Point (1921)
The Breaking Point is een Amerikaanse stomme film uit 1921 onder regie van Paul Scardon, met in de hoofdrollen Bessie Barriscale, Walter McGrail en Ethel Grey Terry. Het scenario is gebaseerd op het verhaal "The Living Child" van Mary Lerner.

## Verhaal
Ruth Marshall wordt financieel gedwongen om met de rijke Richard Janeway te trouwen. Janeway blijkt een dronken rokkenjager te zijn die tijdens hun huwelijksreis zijn relatie met een voormalige vlam nieuw leven inblaast. Ruth raakt zwanger, maar de avond dat hun kind geboren wordt gaat Janeway naar een wild feestje. Enkele jaren later gooit hij zijn vrouw het huis uit en dreigt het kind aan zijn minnares Lucia te geven. Ruth vlucht naar Janeways moeder, die met haar meeleeft. Terwijl ze er nog is, belt Dr. Hillyer om te zeggen dat Janeway dood is. Ruth bekent dat ze hem per ongeluk heeft gedood toen hij haar tot het uiterste dreef. Dr. Hillyer legt het lichaam zo neer dat de lijkschouwer de doodsoorzaak als zelfmoord rapporteert.

## Rolverdeling
| Acteur            | Personage         |
| ----------------- | ----------------- |
| Bessie Barriscale | Ruth Marshall     |
| Walter McGrail    | Richard Janeway   |
| Ethel Grey Terry  | Lucia Deeping     |
| Eugenie Besserer  | Mrs. Janeway      |
| Pat O'Malley      | Phillip Bradley   |
| Winter Hall       | Dr. Hillyer       |
| Wilfred Lucas     | Mortimer Davidson |
| Joseph J. Dowling | Mr. Marshall      |
| Lydia Knott       | Mrs. Marshall     |
| Irene Yeager      | Camilla           |